# Drosophila litorella
Drosophila litorella är en tvåvingeart som först beskrevs av Johann Wilhelm Meigen 1838.  Drosophila litorella ingår i släktet Drosophila och familjen daggflugor.
Artens utbredningsområde är Tyskland.